# Freeez
Freeez byla britská hudební skupina proslulá především jako jedna prvních a předních jazz-funkových skupin, která začínala už na počátku osmdesátých let 20. století.
Zakladatelem této skupiny je John Rocca. Složení skupiny se s lety měnilo, ale členy byli vždy zakladatel Johnem Rocca a klíčoví členové, jako jsou Andy Stennet (klávesy), Peter Maas (basa), Paul Morgan a Everton Mcalla (bicí).

## Historie
Na první nahrávce kapely Freeez, Keep in Touch (1980) účinkoval i kytarista Jean-Paul "Bluey" Maunick z britské funkové kapely Incognito, dále u druhé zpívala vokály zpěvačka Ingrid Mansfield Allman. Andy Stennet a John Rocca rovněž nahrávali pod různými pseudonymy jako Pictures či Pink Rhythm (v roce 1985). Kapela pak podepsala smlouvu s nahrávací společností Banquet Beggars Records ve Velké Británii.
Kapela Freeez se snad nejlépe zapamatovává podle jejich mladičkého Britfunk stylu a to zejména ve Spojeném království díky účinkování písně Southern Freeez v britských a evropských hitparádách. Většina jejich raných prací, včetně písně Southern Freeez se stala jistou částí v rámci jazz-funkové scény ve Velké Británii, v raném roku 1980 .
Píseň "I.O.U" napsaná, produkovaná a upravená americkým producentem Arthurem Bakerem, (v té době známý pro jeho kolaboraci s hip-hopovými akty jako Planet Patrol, Afrika Bambaataa a také s britskou post-punkovou kapelou, New Order) byla použita do breakdance (taneční subkultura k hip-hop muzice) filmu Beat Street (1984). Song se také dostal do různých hitparád, význačně do US Billboard Dance (1. příčka), UK Singles (2. příčka) a US Billboard R&B (13. příčka) hitparád přes léto 1983 a tak "IOU" byl velmi blízko písniček od Madonny, Michaela Jacksona či Davida Bowieho. Následně Freeez vydali další singly z alba jako Pop Goes My Love/Scratch Goes My Dub (taktéž produkované Arthurem Bakerem), který se dostal do britské hitparády a americké Billboard club/dance hitparády a byl to prakticky poslední větší hit kapely Freeez. V roce 1987 vznikl nový remix songu IOU a ukázal sílu této písničky, neboť se opět dostala do hitparád, rovnou do národní UK Singles hitparády (23. příčka) a US Billboard Dance hitparády (18. příčka).
V roce 1983 se kapela Freeez přeorganizovala a Louis Smith, klávesák, pisatel a programátor (s Billy Chrichton; dříve na VOXPOP) se stal kytaristou a skladatelem. Freeez následně odešli nahrát (své zřejmě poslední) album Idle Vice (1984) v ateliéru číslo 2 ve Abbey Road studiu, kde nahrávali i The Beatles. That Beats My Patience je první singl z alba. Louis Smith pak odešel dělat příležitostného klávesového hráče a jel na turné například s britskou rockovou kapelou The Escape Club, kteří měli v USA hit číslo 1, Wild Wild West a několik dalších hitů, které se dostaly do hitparád především ve Spojených státech.

## Diskografie

### Singly
| Rok            | Název                                                  | Club Play Singles | UK Top 75 | R&B singles |
| -------------- | ------------------------------------------------------ | ----------------- | --------- | ----------- |
| Červen, 1980   | Keep In Touch (Pye)                                    | -                 | 49.       | -           |
| Únor, 1981     | Southern Freeez (Beggars Banquet)                      | -                 | 8.        | -           |
| Duben, 1981    | Flying High (Beggars Banquet)                          | -                 | 35.       | -           |
| Červen, 1982   | One To One (Beggars Banquet)                           | -                 | -         | -           |
| Červen, 1983   | I.O.U. (Beggars Banquet)                               | 1.                | 2.        | 13.         |
| Říjen, 1983    | Pop Goes My Love/Scratch Goes My Dub (Beggars Banquet) | 5.                | 26.       | 47.         |
| Listopad, 1983 | Love's Gonna Get You (Beggars Banquet)                 | -                 | 80.       | -           |
| 1984           | That Beats My Patience (Beggars Banquet)               | -                 | -         | -           |
| 1984           | Train of Thoughts (Beggars Banquet)                    | -                 | -         | -           |
| Leden, 1987    | I.O.U. (remix) (Citybeat)                              | 37.               | 23.       | -           |
| Květen, 1987   | Southern Freeez (remix) (Total Control)                | -                 | 63.       | -           |

### Alba
| Název, label                              | Datum vydání | Příčka             | Příčka          | Příčka      |
| Název, label                              | Datum vydání | U.S. Billboard 200 | U.S. R&B albums | U.K. Albums |
| ----------------------------------------- | ------------ | ------------------ | --------------- | ----------- |
| Southern Freeez (Beggars Banquet Records) | Únor, 1981   | -                  | -               | 17.         |
| Gonna Get You (Beggars Banquet)           | Říjen, 1983  | -                  | -               | 46.         |
| I.O.U. (Streetwise, Beggars Banquet)      | 1983         | -                  | -               | -           |
| Idle Vice (Beggars Banquet)               | 1984         | -                  | -               | -           |

## Sólo Johna Rocca

### Singly
| Rok            | Název písně                                    | UK Top 75 |
| -------------- | ---------------------------------------------- | --------- |
| 1984           | Once Upon a Time (Streetwise, Beggars Banquet) | -         |
| 1986           | I.O.U. (featuring Freeez) (Criminal Records)   | -         |
| Březen, 1987   | I Want It To Be Real (City Beat)               | 94.       |
| Listopad, 1987 | Extra Extra/Move (City Beat)                   | -         |
| 1987           | Move (Criminal Records)                        | -         |

### Alba
| Název       | Vydání | Příčky             | Příčky          | Příčky      |
| Název       | Vydání | U.S. Billboard 200 | U.S. R&B albums | U.K. Albums |
| ----------- | ------ | ------------------ | --------------- | ----------- |
| Extra Extra | 1987   | -                  | -               | -           |